# Войцех Юзеф Скаршевський
Войцех Юзеф Марцін Скаршевський гербу Лещиць (нар. 10 листопада 1743, Янув — пом. 12 червня 1827, Варшава) — польський римсько-католицький і державний діяч, Холмський єпископ (1791–1805), Люблінський єпископ (1805–1824), Варшавський архієпископ і примас Королівства Польського (1824–1827); писар великий коронний (1786–1790), підканцлер коронний (1793–1794) Речі Посполитої; релігійний і полемічний письменник.

## Життєпис
Народився Войцех Юзеф Марцін 23 квітня 1742 (за іншими даними — 10 листопада 1743) року в Янові (Галицька земля, імовірно тепер — Івано-Франкове на Львівщині), в сім'ї Марціна Скаршевського та Маріанни (Марії) Шимборської.
Освіту отримав у єзуїтських колегіях у Кам'янці, Кракові та Львові, потім імовірно навчався у Римі. 10 травня 1773 року отримав ступінь доктора права у Краківському університеті.
Під впливом Холмського єпископа Яна Алоїзія Александровича обрав теологічну кар'єру. Ще будучи кліриком, завдяки кам'янецькому єпископу Адамові Станіславу Красінському став каноніком кам'янецьким. Потім вивчав теологію у Варшавській місіонерській семінарії, 21 липня 1776 року був висвячений єпископом Александровичем на священника. Уже в семінарії Скаршевський прославився своїм красномовством, виголошуючи опубліковані пізніше проповіді у варшавських костелах.
Імовірно, ще під час семінарських занять у Варшаві Войцех Юзеф познайомився з Юзефом Іґнацієм Рибінським. Останній, невдовзі після того, як обійняв посаду куявсько-поморського єпископа 4 вересня 1777 року, призначив Скаршевського аудитором Куявсько-Поморської дієцезії, а через два дні — генеральним суддею. Під час частої відсутності єпископа, генеральний суддя вміло вів справи дієцезії. Завдяки добрим відносинам із трьома вищезгаданими єпископами, Войцех Скаршевський швидко просувався духовною кар'єрною драбиною: став каноніком, схоластиком і пробстом у Вольбужі, катедральним каноніком у Влоцлавеку (від 20 січня 1779 р.) та архідияконом поморським (з 19 березня 1780 р.). Окрім того, він став коад'ютором пробста в Ґоломбі, був пробстом у Рацьонжеку та Несулкуві (1784). Також, він отримав від Рибінського село Бичини та десятину з села Островонс.
1779 року єпископ Рибінський призначив Скаршевського інспектором Вольбузького деканату. Протягом 1781-1784 років, під час перебування єпископа у Римі, Скаршевський управляв дієцезією. 1782 року Войцех Юзеф став пробстом капітули у Влоцлавеку; він також був призначений поморським офіціалом, пробстом і офіціалом у Гданську. Отримавши 1786 року номінацію на писаря великого коронного (духовного), він склав повноваження аудитора та генерального судді Куявсько-Поморської дієцезії. 1787 року, за сприяння єпископа Рибінського, король Станіслав-Август Понятовський призначив Войцеха Юзефа Скаршевського секретарем Постійної ради, а 7 вересня того ж року останній був нагороджений Орденом Святого Станіслава.
1790 року став коад'ютором абата цистерціанців у Сулеюві. 15 жовтня цього ж року король призначив його холмським єпископом, капітула затвердила цей вибір 30 жовтня. Войцех Скаршшевський був посвячений на єпископа 6 лютого 1791 року у варшавському костелі Візитанток познанським єпископом Антонієм Онуфрієм Окенцьким.
Єпископ Скаршевський активно брав участь у роботі Чотирирічного сейму, був противником Конституції 3 травня. Однак він присягнув їй, хоча й розкритикував спосіб її прийняття. 1 червня 1791 року отримав нагороду Орден Білого Орла.
15 січня 1792 року у Варшаві він видав статут Холмсько-Люблінської дієцезії. Керуючись ним, він рішуче захищав церковне шлюбне право. Він зобов'язав духовенство своєї єпархії щорічно проводити п'ятиденні реколекції, наказав парафіяльним священикам засновувати парафіяльні школи, де викладали б катехізис, читання, письмо та арифметику. У Любліні реорганізував семінарію.
1792 року він приєднався до Тарговицької конфедерації та незабаром почав виконувати низку керівних функцій у її центральних органах, а потім і в численних державних установах, зокрема, був консуляром конфедерації. Набуло розголосу його звільнення від присяги, складеної на Конституції 3 травня. Брав участь у Гродненському розділовому сеймі 1793 року, де був призначений королем членом депутації для переговорів із російським послом Якобом Зіверсом. Під час сейму агітував за ратифікацію  договорів щодо розділу Речі Посполитої, був членом Гродненської конфедерації. 22 липня 1793 року підписав договір про відступлення Речі Почполитої від захоплених Російською імперією земель, а 25 вересня — аналогічний договір відступлення з Пруссією у рамках Другого поділу Речі Посполитої. За особистий внесок під час сейму, який дуже сподобався російській імператриці Катерині II, єпископ Скаршевський отримав від неї подарунок — єпископські інсиґнії, інкрустовані коштовним камінням.
Гродненський сейм призначив його 23 листопада до Едукаційної Комісії. Політична та організаційна діяльність єпископа втілилася у призначенні його 26 листопада підканцлером коронним із реальними перспективами стати канцлером.
Під час Повстання Костюшка 1794 року Войцех Скаршевський був заарештований і 11 вересня засуджений військово-кримінальним судом до смертної кари. Проте, йому вдалося уникнути шибениці завдяки особистому втручанню папського нунція Лоренцо Літти та короля. Тадеуш Костюшко замінив смертну кару довічним ув'язненням, що викликало обурення серед польських якобінців. Зрештою, внаслідок окупації Варшави російською армією та придушення повстання, єпископ Скаршевський був звільнений уже в листопаді того ж року.
2 лютого 1796 року Войцех Юзеф Скаршевський відбув інгрес до Холмської катедри у Красноставі. Після цього сконцентрувався на діяльності своєї дієцезії.
Після скасування Холмської дієцезії та утворення Люблінської дієцезії, Скаршевський 23 вересня 1805 року отримав номінацію на її першого єпископа-ординарія, проте обійняв цю посаду лише 22 жовтня 1807 року після урочистого оголошення елекційної булли. Він переніс до Любліна катедральну капітулу з Красноставу, а також свою резиденцію з Кумова. 1816 року він підтримав засноване в Любліні Благодійне товариство.
У Королівстві Польському Конґресовому він став сенатором і, як захисник нерозривності шлюбів, сприяв 1820 року падінню міністра народної освіти Станіслава Костки Потоцького.
4 вересня 1823 року Войцех Юзеф Скаршевський став капітульним вікарієм Варшавської архідієцезії. 11 липня 1824 року він був преконізований на архієпископа-митрополита Варшавського. Одночасно займав посаду примаса Королівства Польського. Під час свого правління він заснував Головну семінарію у Варшаві, яка підпорядковувалася лише архієпископові.
12 червня 1827 року Войцех Юзеф Скаршевський помер у архієпископському палаці у Варшаві. Його було поховано 15 червня у підземеллі Собору Івана Хрестителя.

## Нагороди
- Орден Святого Станіслава (1787);
- Орден Білого Орла (1791).

## Основні праці[19]
- Prawdziwy stan duchowieństwa w Polsce (Warszawa 1776).
- Uwagi polityczne imieniem stanu duchownego do zbioru praw polskich podane (Kalisz 1778).
- List plebana do korespondenta warszawskiego (1788).
- Odpowiedź plebana na nowe zarzuty przeciwko duchowieństwu polskiemu (Warszawa 1789).
- Respons Księdza Plebana do Korespondenta Warszawskiego (1789).
- Kalkulacja pożytków Rzeczypospolitej z odebranego na Skarb funduszu biskupstwa krakowskiego (1790).
- Odezwa Galicjanina do Polaków (1790).
- Rozporządzenie pasterskie na diecezję chełmską i lubelską (Warszawa 1792).
- Rekolekcje dla duchowieństwa diecezji chełmskiej i lubelskiej (Warszawa 1792).
- Skutkiem nowej filozofii spokojności krajowej grożące (1793).
- list pasterski Zalecenie suplikacji i czterdziestogodzinnego nabożeństwa z okazji Aktu Powstania Narodowego (Warszawa 1794).
- Expositio iurium cleri Latini (1820).
- O małżeństwie (1818).
- O władzy duchownej (1820).